# غاري كيمبل
غاري كيمبل (بالإنجليزية: Gary Kemble)‏ هو لاعب دوري الرغبي نيوزيلندي، ولد في 23 أغسطس 1956.